# Wsewolod Illarionowitsch Pudowkin

Wsewolod Illarionowitsch Pudowkin, 1920

Wsewolod Illarionowitsch Pudowkin (russisch Всеволод Илларионович Пудовкин, wiss. Transliteration Vsevolod Illarionovič Pudovkin; * 16.jul. / 28. Februar 1893greg. in Pensa; † 30. Juni 1953 in Moskau (nach anderen Quellen in Riga)) war ein sowjetischer Filmregisseur, Schauspieler und Filmtheoretiker.

## Leben
Pudowkin studierte an der Moskauer Universität Mathematik, schloss sein Studium jedoch zu Beginn des Ersten Weltkrieges nicht ab. Als Soldat wurde er 1915 an der Front verwundet und geriet in deutsche Kriegsgefangenschaft. 1918 kehrte er nach Russland zurück und arbeitete zunächst als Chemiker, seit 1920 studierte er an der staatlichen Filmhochschule in Moskau bei Wladimir Gardin. Sein erster allein inszenierter Film, die Komödie Schachfieber, wurde 1925 von der Meschrabpom-Rus produziert.
Berühmt wurde der Regisseur mit dem Revolutionsfilm Мать (Die Mutter, 1926). Die Verfilmung der Erzählung von Maxim Gorki gehört neben Panzerkreuzer Potemkin von Sergei Eisenstein zu den wichtigsten Filmen der sowjetischen Filmgeschichte.
Weitere bedeutende Filme sind Конец Санкт-Петербурга (Das Ende von Sankt Petersburg, 1927) und Потомок Чингис-Хана (Sturm über Asien 1928).
Neben seiner Arbeit als Regisseur und gelegentlich auch als Schauspieler (1945, Iwan der Schreckliche) beeinflusste Pudowkin maßgeblich die Filmtheorie mit drei Büchern und zahlreichen Fachartikeln. 1948 wurde er als „Volkskünstler der UdSSR“ ausgezeichnet.
1958 wurde Pudowkins Film Mutter auf der internationalen Filmausstellung in Brüssel zu einem der sechs besten Filme aller Zeiten gewählt.

## Filmografie (Auswahl)
als Regisseur:
- 1920: In den Tagen des Kampfes (В дни борьбы) – Ko-Regie mit Iwan Perestiani
- 1921: Hunger… Hunger… Hunger… (Голод… голод… голод…) – Ko-Regie mit Wladimir Gardin
- 1921: Sichel und Hammer (Серп и молот) – Ko-Regie mit Wladimir Gardin
- 1923: Schlosser und Kanzler (Слесарь и канцлер) – Ko-Regie mit Wladimir Gardin
- 1925: Schachfieber (Шахматная горячка)
- 1926: Die Mechanik des Gehirns (Механика головного мозга) – populärwissenschaftlicher Film
- 1926: Die Mutter (Мать)
- 1927: Das Ende von Sankt Petersburg (Конец Санкт-Петербурга)
- 1928: Sturm über Asien (Потомок Чингис-Хана)
- 1932: Ein gewöhnlicher Fall (Простой случай) – Ko-Regie mit Michail Doller
- 1933: Der Deserteur (Дезертир)
- 1939: Minin und Posharski (Минин и Пожарский) – Ko-Regie mit Michail Doller
- 1941: General Suworow (Суворов) – Ko-Regie mit Michail Doller
- 1942: Die Mörder machen sich auf den Weg (Убийцы выходят на дорогу) – Ko-Regie mit Juri Taritsch (nach dem Stück Furcht und Elend des Dritten Reiches von Bertolt Brecht)
- 1946: Admiral Nachimow (Адмирал Нахимов)
- 1948: Und wieder zusammen / Drei Begegnungen (Три встречи) – Ko-Regie mit Alexander Ptuschko und Sergei Jutkewitsch
- 1950: Beherrscher der Luft (Shukowski)
- 1952: Drei Menschen (Возвращение Василия Бортникова)

## Schriften
- Filmregie und Filmmanuskript, Berlin : Verlag d. „Lichtbildbühne“ 1928 – Einführung auch in Franz-Josef Albermeier (Hrsg.): Texte zur Theorie des Films, Stuttgart: Reclam 3. Auflage 1998, S. 70–73
- Der Schauspieler im Film, 1934, dt. in Pudowkin 1983
- „Über die Montage“ (40er Jahre), dt. Franz-Josef Albermeier (Hrsg.): Texte zur Theorie des Films, Stuttgart: Reclam 3. Auflage 1998, S. 74–96
- Filmtechnik : Filmmanuskript u. Filmregie, Zürich: Arche, 1961
- Die Zeit in Grossaufnahme : Aufsätze, Erinnerungen, Werkstattnotizen, Ausgew. u. kommentiert von Tatjana Sapasnik u. Adi Petrowitsch, Berlin: Henschel, 1983, 634 S.
- Film technique and film acting, New York: Grove Press 1960, diverse Nachdrucke
- Selected Essays, hrsg. von Richard Taylor, London: Seagull, 2006, 816 S.

## Sekundärliteratur
- Aleksandr Marjamow : Pudowkin : Kampf und Vollendung , Berlin: Henschel 1954, 471 S.
- Oksana Bulgakowa: Wsewolod Pudowkin. In: Thomas Koebner (Hrsg.): Filmregisseure. Biographien, Werkbeschreibungen, Filmographien. 3., aktualisierte und erweiterte Auflage. Reclam, Stuttgart 2008, ISBN 978-3-15-010662-4, S. 605–608 (mit Literaturhinweisen).
- Amy Sargeant: Vsevolod Pudovkin: Classic Films of the Soviet Avant-Garde, London [u. a.] : Tauris 2000
- Anne Applebaum: Der Eiserne Vorhang : die Unterdrückung Osteuropas 1944–1956. München : Siedler 2013, S. 406–411
- Dominique Château: Contribution à l'histoire du concept de montage: Kouléchov, Poudovkine, Vertov et Eisenstein, Paris : L’Harmattan 2019